# Свети Димитър (Просворо)
Вижте пояснителната страница за други значения на Свети Димитър.
„Свети Димитър“ (на гръцки: Aγίου Δημητρίου) е възрожденска православна църква в гревенското село Просворо (Делвино), Егейска Македония, Гърция. Част е от Гревенската епархия.
Храмът е основната селска църква и е издигнат в 1870 година. Нейната камбанария от 1933 година е една от най-красивите в околността. Иконостасът на църквата е изписан в 1875 година от зографа от Самаринската художествена школа Зисис Довас.